# Craugastor rhodopis
Craugastor rhodopis is een kikker uit de familie Craugastoridae. De soort werd voor het eerst wetenschappelijk beschreven door Cope in 1867. Oorspronkelijk werd de wetenschappelijke naam Lithodytes rhodopis  gebruikt en later werd de soort aan de geslachten Hylodes, Eleutherodactylus en Syrrhophus toegekend.
De soort komt endemisch voor in Mexico in de staten Veracrus, Hidalgo en Puebla. Craugastor rhodopis wordt bedreigd door het verlies van habitat.